# Nebrius ferrugineus
Nebrius ferrugineus é uma espécie de tubarão da família Ginglymostomatidae, sendo o único membro existente do gênero Nebrius [en].
Está amplamente distribuído ao longo da costa no Indo-Pacífico, preferindo recifes, áreas planas arenosas e leitos de erva marinha desde águas muito rasas até uma profundidade de 70 metros. Com um corpo cilíndrico e uma cabeça larga e achatada, Nebrius ferrugineus é bastante semelhante em aparência ao tubarão-lixa (Ginglymostoma cirratum) do Atlântico e Pacífico Oriental, mas pode ser distinguido por suas barbatanas dorsais com pontas agudas e barbatanas peitorais estreitas e em forma de foice. O comprimento máximo registrado desta espécie é de 3,2 metros.
De hábitos noturnos, Nebrius ferrugineus costuma passar o dia descansando em grupos de até duas dúzias de indivíduos dentro de cavernas ou sob saliências. À noite, torna-se um predador ativo que utiliza uma poderosa força de sucção para extrair presas de buracos e fendas. Sua dieta consiste principalmente de polvos, mas também inclui outros invertebrados, pequenos peixes ósseos e, raramente, serpentes marinhas. É ovovivíparo, com os embriões eclodindo de bolsas de sereia dentro da mãe. É o único tubarão da ordem Orectolobiformes cujos embriões são oofágicos, alimentando-se de ovos produzidos pela mãe enquanto estão no útero. O tamanho da ninhada pode ser de apenas um ou dois filhotes, considerando o grande tamanho dos embriões próximos ao nascimento.
Comparado ao tubarão-lixa, o tubarão Nebrius ferrugineus tem um temperamento mais tranquilo e frequentemente permite que mergulhadores o toquem ou interajam com ele. Contudo, deve ser tratado com respeito devido às suas mandíbulas poderosas e dentes afiados. Esta espécie é capturada por pescarias comerciais em grande parte de sua distribuição para carne, barbatanas, óleo de fígado, couro e farinha de peixe. É também valorizado como peixe de pesca desportiva em Queensland, Austrália, sendo conhecido por cuspir água no rosto de seus capturadores. A União Internacional para a Conservação da Natureza (IUCN) classificou Nebrius ferrugineus como vulnerável, com subpopulações em várias áreas já reduzidas ou extintas localmente.

## Taxonomia e filogenia

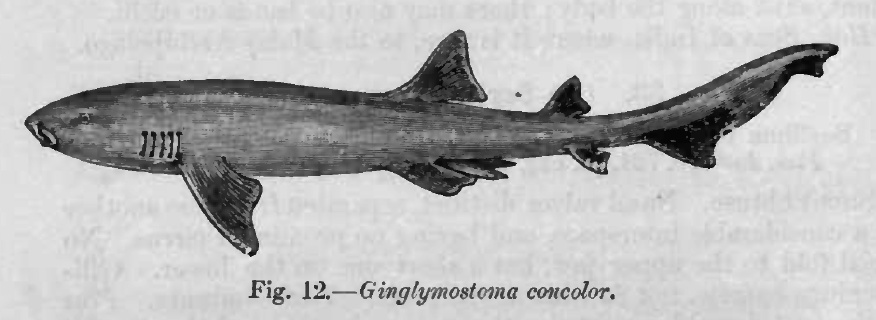
Ilustração antiga de Nebrius ferrugineus em Fauna of British India (1889).

Nebrius ferrugineus foi descrito pelo naturalista francês René Primevère Lesson como Scyllium ferrugineum, com base em um espécime de 1,4 metro coletado em Nova Guiné. Sua breve descrição foi publicada em 1831 na obra Voyage au tour du monde, sur la corvette La Coquille. Uma descrição mais detalhada, acompanhada de uma ilustração, foi publicada pelo naturalista alemão Eduard Rüppell em 1837 como Nebrius concolor, com base em um espécime do Mar Vermelho. Ambos os nomes foram mantidos, muitas vezes em gêneros separados (Ginglymostoma e Nebrius, respectivamente), até serem considerados sinônimos por Leonard Compagno [en] em 1984. Compagno reconheceu que as diferenças na forma dos dentes usadas para separar essas espécies resultavam de variações etárias, com N. concolor representando indivíduos mais jovens.
O nome do gênero Nebrius deriva da palavra grega nebris ou nebridos, que significa a pele de um cervo jovem. O epíteto específico ferrugineus vem do latim e significa "cor de ferrugem". Outros nomes comuns incluem tubarão-dorminhoco-gigante, Madame X (nome criado pelo pescador de tubarões Norman Caldwell na década de 1930 para espécimes australianos então não identificados), tubarão-enfermeiro, tubarão-gato-ferrugem, tubarão-ferrugem, tubarão-dorminhoco, tubarão-cuspidor e tubarão-fulvo. Com base em semelhanças morfológicas, acredita-se que Nebrius seja o gênero irmão de Ginglymostoma, ambos pertencendo a um clado que também inclui o tubarão-lixa-anão [en] (Pseudoginglymostoma brevicaudatum), o tubarão-baleia (Rhincodon typus) e o tubarão-zebra (Stegostoma tigrinum).

## Distribuição e habitat
Nebrius ferrugineus tem uma ampla distribuição na região do Indo-Pacífico. No Oceano Índico, ocorre desde Cuazulo-Natal, África do Sul, até o Mar Vermelho, Golfo Pérsico e Índia, incluindo Madagáscar, Maurício, Arquipélago de Chagos, Seicheles e Maldivas. No Pacífico ocidental, é encontrado desde o sul do Japão e a costa da China até as Filipinas, Sudeste Asiático e Indonésia, chegando ao sul até a costa norte da Austrália. No Pacífico central, foi registrado em locais como Nova Caledônia, Samoa, Palau, Ilhas Marshall e Taiti. Dentes fósseis desta espécie foram encontrados na Formação Pirabas, no norte do Brasil, datando do Mioceno Inferior (23–16 milhões de anos atrás). Esses fósseis indicam que a distribuição de Nebrius ferrugineus já se estendeu ao Oceano Atlântico tropical, antes da formação do istmo do Panamá.
Espécie costeira, Nebrius ferrugineus habita plataformas continentais e insulares sobre áreas planas arenosas ou leitos de ervas marinhas, bem como ao longo das bordas externas de recifes de coral ou rochosos. Pode ser encontrado desde a zona de rebentação, muitas vezes em águas mal cobrindo seu corpo, até uma profundidade máxima de 70 metros em recifes de coral; é mais comum entre 5 e 30 metros. Tubarões jovens são geralmente encontrados em áreas rasas de lagunas, enquanto adultos podem ser encontrados em diversos habitats.

## Descrição

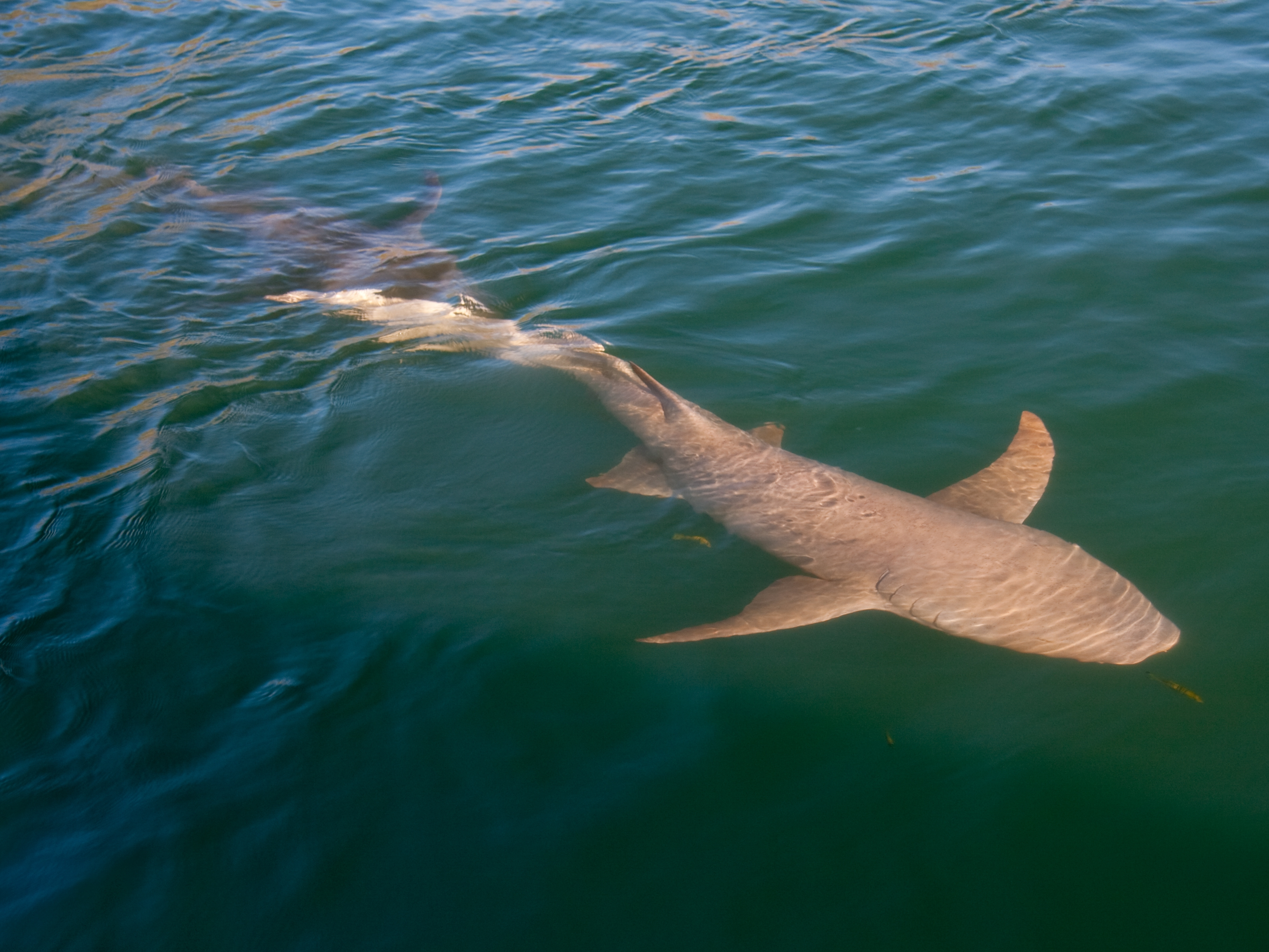
As barbatanas peitorais em forma de foice de Nebrius ferrugineus são uma de suas características distintivas.

Nebrius ferrugineus atinge um comprimento máximo de 3,2 metros. Possui um corpo robusto e cilíndrico com uma cabeça amplamente arredondada e achatada. Os olhos são pequenos e voltados lateralmente, com cristas proeminentes acima deles e espiráculos menores atrás. Há um par de barbilhos longos e finos à frente das narinas. A boca é pequena, com o lábio inferior dividido em três lóbulos. Há 29–33 fileiras de dentes na mandíbula superior e 26–28 na inferior, dispostas em um padrão imbricado (sobreposto), com as 2–4 fileiras funcionais externas separadas do restante por um espaço estreito. Cada dente assemelha-se a um leque, com uma base larga que se eleva a uma ponta central pequena e afiada, ladeada por 3 ou mais cúspides menores de cada lado. Com o envelhecimento, os dentes tornam-se relativamente mais altos e grossos. O quarto e o quinto pares de fendas branquiais estão muito mais próximos entre si do que os outros.
As barbatanas dorsais e pélvicas são angulares, com a primeira dorsal maior que a segunda. As barbatanas peitorais são estreitas, pontudas e falciformes (em forma de foice); sua forma distingue esta espécie do tubarão-lixa, de aparência semelhante. A origem da primeira barbatana dorsal está aproximadamente alinhada com a origem das barbatanas pélvicas, enquanto a origem da barbatana anal está alinhada ou ligeiramente atrás da origem da segunda barbatana dorsal. A barbatana caudal possui um lobo superior raso e um lobo inferior pouco desenvolvido, compreendendo cerca de um quarto do comprimento total em adultos. Os dentículos dérmicos são em forma de diamante, com 4–5 cristas sutis radiando de uma ponta romba. A coloração é amarelada, avermelhada ou acinzentada na parte superior e esbranquiçada na inferior, e a espécie é capaz de mudar lentamente de cor para se camuflar melhor no ambiente. Tubarões jovens têm pálpebras inferiores brancas.
Muitos espécimes de Nebrius ferrugineus encontrados nas costas do Japão, Taiwan e ilhas Ryūkyū carecem de uma segunda barbatana dorsal. Especula-se que essa anormalidade física resulte da exposição de fêmeas grávidas a água com alta salinidade e/ou temperatura incomuns, possivelmente devido à atividade humana. Em 1986, um macho adulto de 2,9 metros com uma barbatana dorsal ausente e albinismo parcial (corpo branco com olhos cinza-marrom) foi capturado em Wakayama, Japão. Este indivíduo anômalo é o maior tubarão albino conhecido até hoje, tendo sobrevivido por muito tempo na natureza apesar da falta de camuflagem.

## Biologia e ecologia

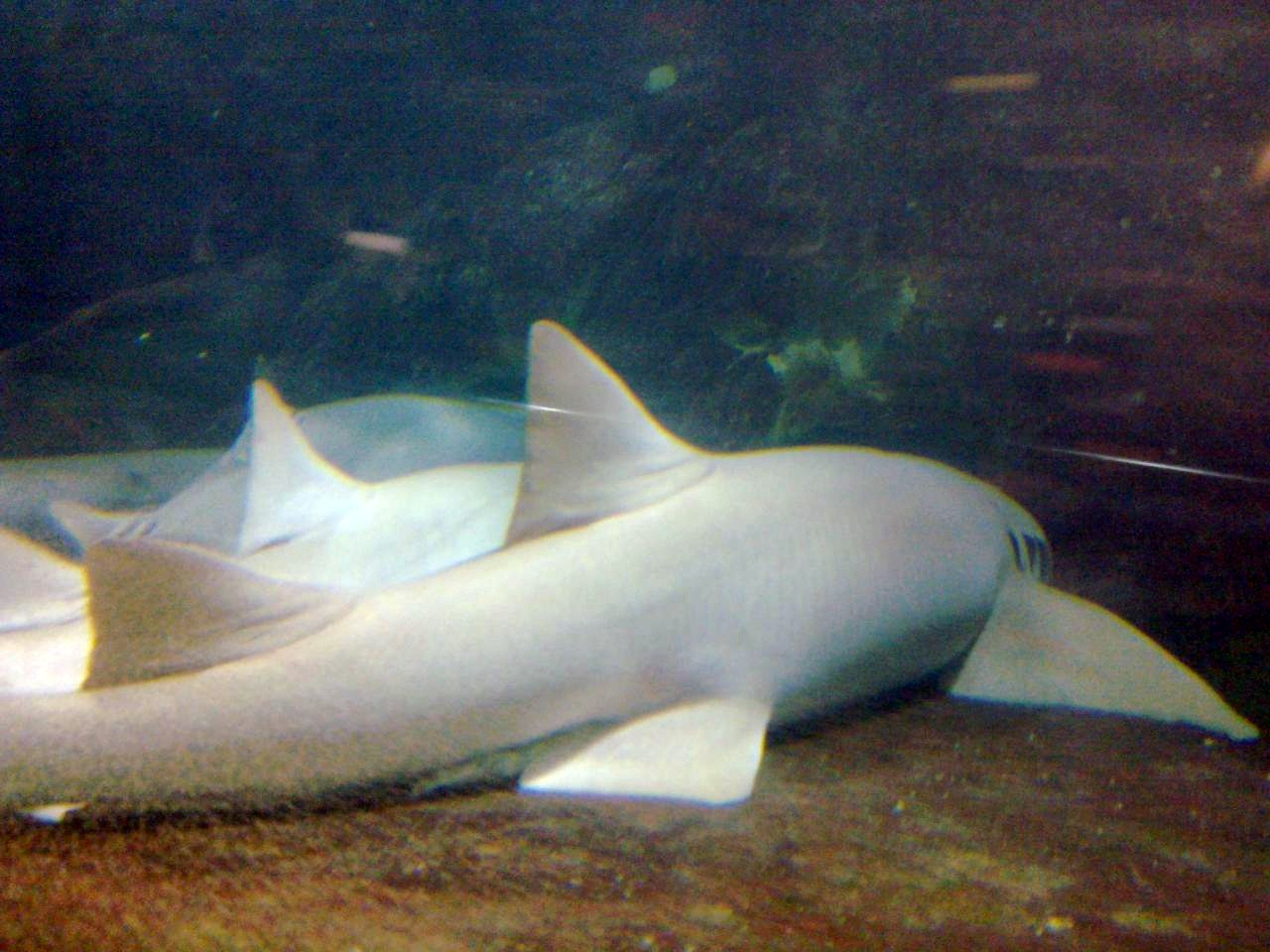
Nebrius ferrugineus frequentemente descansa empilhado em grupos durante o dia.

Com uma forma mais hidrodinâmica que outros tubarões semelhantes, acredita-se que o tubarão Nebrius ferrugineus seja menos bentônico e mais ativo nadador. As características de seu corpo, cabeça, barbatanas e dentes são comparáveis a outros tubarões de recife ativos em sua distribuição, como a espécie Negaprion acutidens. São primariamente noturnos, embora sejam ativos o dia todo em Madagascar e, em cativeiro, tornem-se ativos durante o dia se alimentados. Durante o dia, grupos de até duas dúzias de tubarões descansam dentro de cavernas ou sob saliências, frequentemente empilhados uns sobre os outros. Indivíduos têm áreas de vida pequenas, às quais retornam consistentemente todos os dias.
Nebrius ferrugineus tem poucos predadores naturais; ataques foram relatados por tubarão-cabeça-chata (Carcharhinus leucas) e tubarão-martelo-panã (Sphyrna mokarran), enquanto o tubarão-lixa relacionado foi predado por tubarão-tigre (Galeocerdo cuvier) e tubarão-limão (Negaprion brevirostris). Parasitas conhecidos incluem cinco espécies de tênias do gênero Pedibothrium, que infestam o intestino espiral do tubarão.

### Alimentação
Nebrius ferrugineus pode ser um dos poucos peixes especializados em predar polvos. Outros itens alimentares conhecidos incluem corais, ouriços-do-mar, crustáceos (como caranguejos e lagostas), lulas, pequenos peixes (como espécies das famílias Acanthuridae, Carangidae e Siganidae), e ocasionalmente serpentes marinhas. Os tubarões caçadores nadam lentamente logo acima do fundo do mar, enfiando a cabeça em depressões e buracos. Quando uma presa é encontrada, o tubarão expande rapidamente sua faringe muscular grande, criando uma pressão negativa poderosa que suga a presa para dentro de sua boca.

### História de vida
O acasalamento de Nebrius ferrugineus ocorre de julho a agosto em Madagascar. Fêmeas adultas têm um ovário e dois úteros funcionais. O modo de reprodução é ovovivíparo, com os embriões eclodindo dentro do útero; fêmeas em cativeiro depositaram até 52 cápsulas de ovos não viáveis, o que levou a relatos errôneos de que esta espécie é ovípara. As bolsas de sereia desta espécie são em forma de cebola, com conchas finas, marrons e translúcidas. Nebrius ferrugineus é o único tubarão da família Ginglymostomatidae que apresenta comportamentos de oofagia [en]: após esgotarem o suprimento de vitelo, os embriões em desenvolvimento consomem ovos produzidos pela mãe, adquirindo o abdômen distendido característico de embriões oofágicos. Diferentemente dos tubarões da ordem Lamniformes, os ovos consumidos pelos embriões são grandes e com casca, não pequenos e não desenvolvidos. Não há evidências de canibalismo entre irmãos, como no tubarão-mangona (Carcharias taurus).
Vários autores relataram o comprimento ao nascer entre 40 e 80 cm, com a discrepância possivelmente refletindo variação geográfica. Embora as fêmeas liberem até quatro ovos fertilizados em cada útero, o tamanho muito grande dos recém-nascidos sugere que a ninhada pode ser de apenas um ou dois filhotes. Em uma fêmea examinada com dois embriões compartilhando um único útero, um embrião era muito menor e mais magro que o outro, sugerindo que a competição pode eliminar os irmãos adicionais. Os machos atingem a maturidade sexual com 2,5 metros, e as fêmeas entre 2,3 e 2,9 metros.

## Interações com humanos

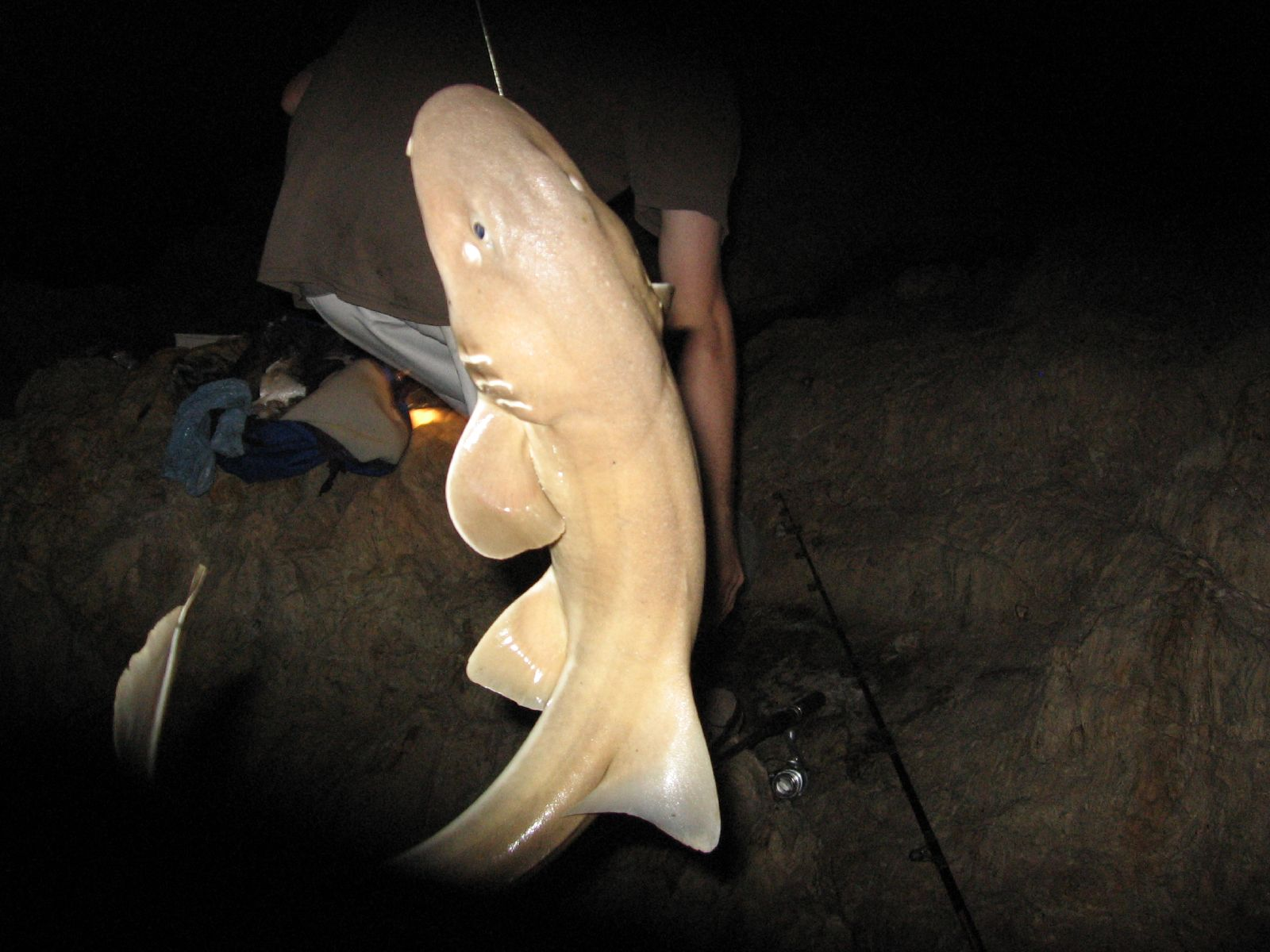
Nebrius ferrugineus é valorizado por pescadores recreativos em Queensland.

Encontros com Nebrius ferrugineus debaixo d'água indicam um comportamento mais dócil que o do tubarão-lixa semelhante; geralmente, mergulhadores podem se aproximar dos tubarões e até tocar e brincar com eles sem incidentes. Contudo, esta espécie foi ocasionalmente provocada a morder e merece respeito devido à sua força, dentes pequenos mas afiados e mandíbulas extremamente poderosas. São atrações populares para mergulhadores de ecoturismo em Tailândia, Ilhas Salomão e outros locais. Esta espécie também se adapta bem ao cativeiro e é exibida em aquários públicos na Europa, Estados Unidos, Okinawa e Singapura, onde podem se tornar dóceis o suficiente para serem alimentados à mão. Uma mulher australiana foi mordida enquanto os alimentava à mão em 2018.
O tubarão Nebrius ferrugineus é capturado por pescarias comerciais em toda a sua distribuição, incluindo Paquistão, Índia, Tailândia e Filipinas; uma exceção é nas águas australianas, onde é capturado apenas em pequenos números como fauna acompanhante. É pescado com arrastãos demersais, redes de emalhar flutuantes e fixas no fundo, e com anzol e linha. A carne é vendida fresca ou seca e salgada, as barbatanas são usadas para sopa de barbatanas de tubarão, e os miúdos são processados em farinha de peixe. Além disso, o fígado é fonte de óleo e vitaminas, e a pele grossa e resistente é transformada em produtos de couro. Em Queensland, Austrália, Nebrius ferrugineus é valorizado por pescadores de grande porte. Quando fisgado, indivíduos grandes são oponentes tenazes e difíceis de subjugar devido ao hábito de girar. Eles também podem cuspir um jato poderoso de água no rosto de seus capturadores, emitindo grunhidos entre os jatos (tornando Nebrius ferrugineus uma das poucas espécies de tubarões a produzir som); não está claro se esse é um comportamento defensivo deliberado.
A União Internacional para a Conservação da Natureza (IUCN) classificou Nebrius ferrugineus como vulnerável globalmente, pois enfrenta forte pressão pesqueira, e suas baixas taxas reprodutivas e de dispersão limitam a recuperação de populações sobre-exploradas. Além disso, seu habitat costeiro o torna suscetível à destruição de habitat, práticas de pesca destrutivas (como venenos e explosivos, especialmente prevalentes na Indonésia e Filipinas) e assédio humano. Declínios locais ou extinções locais de Nebrius ferrugineus foram documentados na Índia e Tailândia. Na Austrália, esta espécie foi classificada como de pouco preocupante, pois não é alvo de pescarias.